# 3684 Berry
3684 Berry је астероид главног астероидног појаса са пречником од приближно 12,37 .
Афел астероида је на удаљености од 2,638 астрономских јединица (АЈ) од Сунца, а перихел на 1,936 АЈ.
Ексцентрицитет орбите износи 0,153, инклинација (нагиб) орбите у односу на раван еклиптике 6,811 степени, а орбитални период износи 1263,638 дана (3,459 године).
Апсолутна магнитуда астероида је 13,40 а геометријски албедо 0,050.
Астероид је откривен 9. јануара 1983. године.